# Manja
Manja är en ort i Mexiko. Den ligger i kommunen Aquismón och delstaten San Luis Potosí, i den centrala delen av landet, 240 km norr om huvudstaden Mexico City. Manja ligger 759 meter över havet och antalet invånare är 127.
Terrängen runt Manja är bergig. Runt Manja är det ganska tätbefolkat, med 207 invånare per kvadratkilometer. Närmaste större samhälle är Tampate, 4,7 km norr om Manja. I omgivningarna runt Manja växer huvudsakligen savannskog.